# Liste der Biografien/Ges
Liste der Biografien |
Portal Biografien |
Personensuche
# |
A |
B |
C |
D |
E |
F |
G |
H |
I |
J |
K |
L |
M |
N |
O |
P |
Q |
R |
S |
T |
U |
V |
W |
X |
Y |
Z |
?
 
Ga |
Gb |
Gc |
Gd |
Ge |
Gf |
Gh |
Gi |
Gj |
Gk |
Gl |
Gm |
Gn |
Go |
Gp |
Gq |
Gr |
Gs |
Gu |
Gv |
Gw |
Gy |
Gz
 
Gea |
Geb |
Gec |
Ged |
Gee |
Gef |
Geg |
Geh |
Gei |
Gej |
Gek |
Gel |
Gem |
Gen |
Geo |
Gep |
Ger |
Ges |
Get |
Geu |
Gev |
Gew |
Gex |
Gey |
Gez
Die Liste der Biografien führt alle Personen auf, die in der deutschsprachigen Wikipedia einen Artikel haben. Dieses ist eine Teilliste mit 282 Einträgen von Personen, deren Namen mit den Buchstaben „Ges“ beginnt.

## Ges

### Gesa
- Gesaffelstein (* 1985), französischer DJ, Musiker und MusikproduzentGesaffelstein (* 1985)

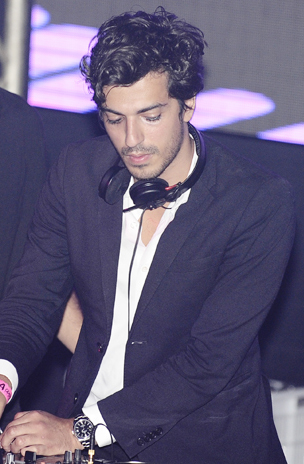
Gesaffelstein (* 1985)

- Gesalech († 511), westgotischer König
- Gesang Martohartono (1917–2010), indonesischer Sänger und Komponist
- Gesang, Bernward (* 1968), deutscher Philosoph und Journalist
- Gesang, Heinrich (* 1934), deutscher Geologe
- Gesang, Kristin (* 1974), deutsche Fernsehmoderatorin und Fernsehreporterin

### Gesb
- Gesbert, Élie (* 1995), französischer Radrennfahrer

### Gesc
- Gesch, Andrea (* 1973), deutsche Ruderin
- Gesché, Adolphe (1928–2003), belgischer römisch-katholischer Priester und Theologe
- Gesche, Bruno (1905–1982), deutscher SS-Offizier
- Gesche, Elisabeth (1924–2019), deutsche Krankenschwester
- Gesche, Emil (1871–1966), deutscher Kaufmann
- Gesche, Helga (* 1942), deutsche Althistorikerin
- Gesche, Paul (1907–1944), deutscher Widerstandskämpfer
- Gescher, Alfred von (1844–1932), deutscher Verwaltungsjurist und Politiker, MdR
- Gescher, Alfred von (1893–1979), preußischer Landrat und Präsident des Landesverwaltungsgerichts Münster
- Gescher, Franz (1884–1945), Theologe und Jurist
- Gescher, Norbert (1938–2021), deutscher Schauspieler, Rezitator und Synchronsprecher
- Geschewa, Wanja (* 1960), bulgarische Kanutin
- Geschewski, Rando (* 1963), deutscher Maler und Grafiker
- Geschiere, Lein (1910–1998), niederländischer Romanist
- Geschinsky, Helmut (1927–2009), deutscher Politiker (SPD), MdA
- Geschka, Horst (* 1938), deutscher Innovationsforscher
- Geschka, Otti (* 1939), deutsche Politikerin (CDU), MdL und Staatssekretärin
- Geschke, Angie (* 1985), deutsche Handballspielerin
- Geschke, Charles (1939–2021), US-amerikanischer Softwareentwickler
- Geschke, Günter (* 1931), deutscher Schriftsteller, Journalist und Herausgeber
- Geschke, Hans-Ulrich (* 1907), deutscher Gestapo-Beamter, am Holocaust der ungarischen Juden beteiligt
- Geschke, Jürgen (* 1943), deutscher Radrennfahrer
- Geschke, Ottomar (1882–1957), deutscher Politiker (SPD, USPD, KPD, SED), MdR, MdVOttomar Geschke (1882–1957)

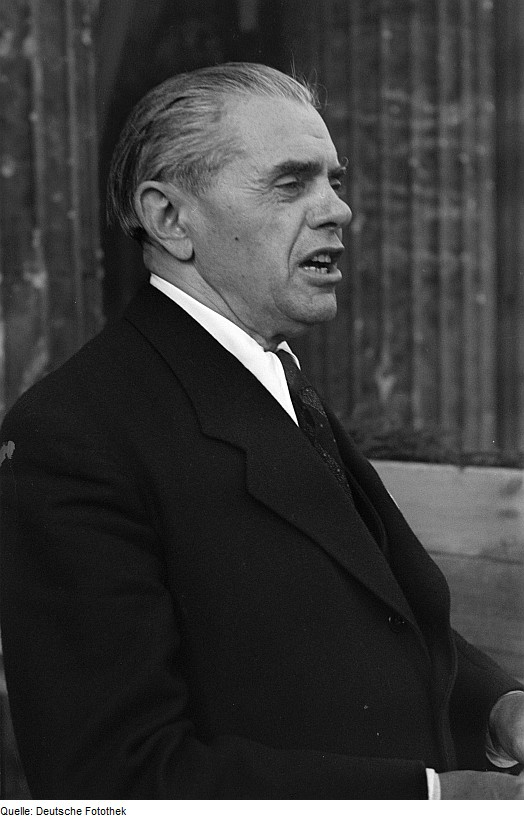
Ottomar Geschke (1882–1957)

- Geschke, Rainer (* 1947), deutscher Fußballspieler
- Geschke, Simon (* 1986), deutscher RadrennfahrerSimon Geschke (* 1986)

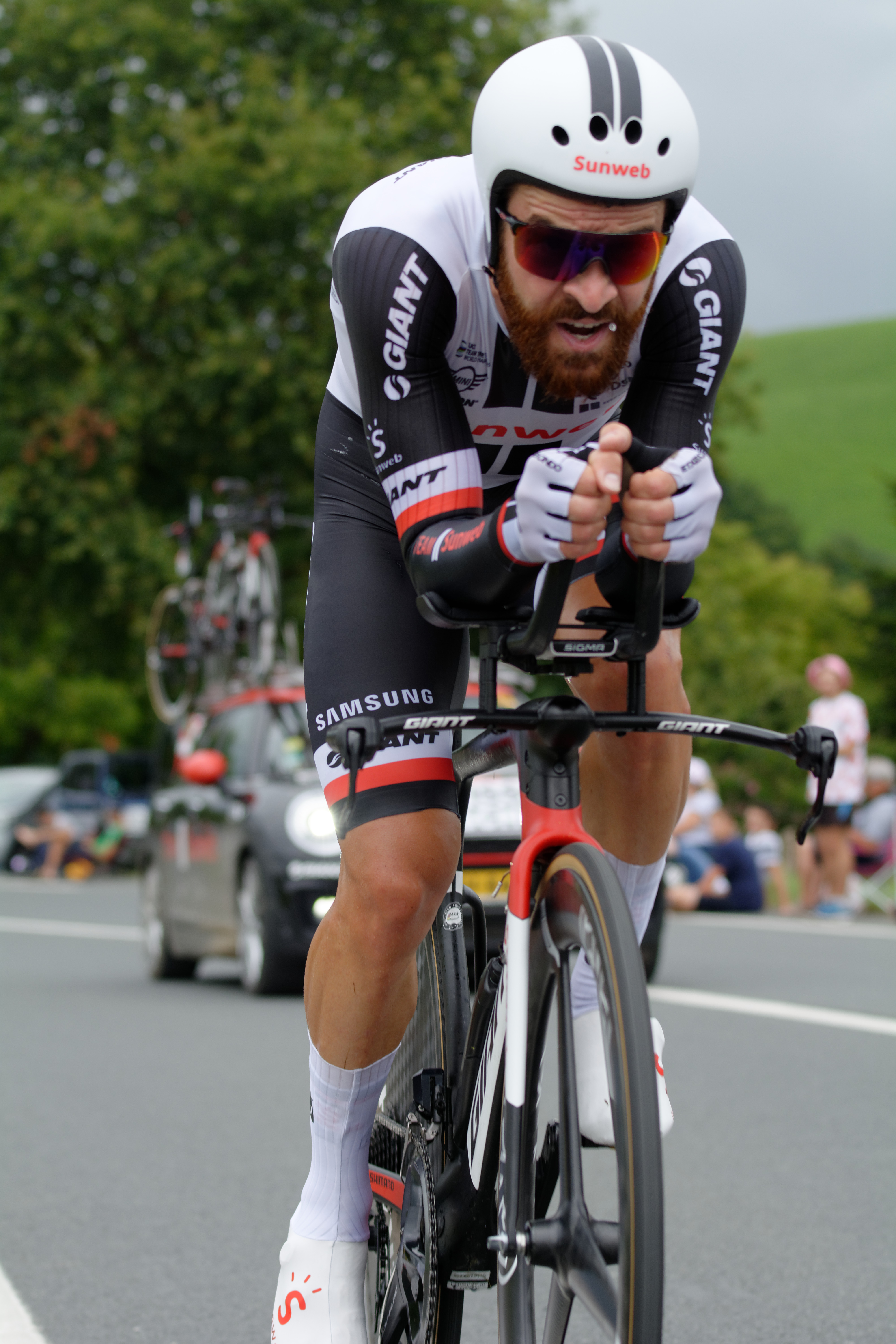
Simon Geschke (* 1986)

- Geschlecht, Roman (* 1961), deutsch-polnischer Fußballspieler
- Geschonneck, Alexander (* 1970), deutscher Forensik-Spezialist
- Geschonneck, Erwin (1906–2008), deutscher Schauspieler
- Geschonneck, Matti (* 1952), deutscher Filmregisseur
- Geschow, Iwan (1849–1924), bulgarischer Politiker und Ministerpräsident
- Geschwill, Max (* 2001), deutscher Fußballspieler
- Geschwind, Hermann (1899–1969), deutscher Gewerkschaftsfunktionär und Landrat
- Geschwind, Norman (1926–1984), US-amerikanischer Neurologe und Neurowissenschaftler
- Geschwind, Rudolf (1829–1910), Rosenzüchter
- Geschwinde, Michael (* 1959), deutscher prähistorischer Archäologe
- Geschwindner, Holger (* 1945), deutscher Basketballspieler
- Gescinska, Alicja (* 1981), polnisch-belgische Philosophin

### Gese
- Gese, Hartmut (* 1929), evangelischer Theologe
- Gese, Henrik (* 1972), deutscher Basketballspieler
- Gese, Hilar, deutsch-tschechischer Basketballtrainer und -spieler
- Gese, Roman (* 1978), deutscher Basketballspieler
- Gesek, Ludwig (1904–1994), österreichischer Volksbildner, Filmwissenschaftler und Schriftsteller
- Gesele, Karl (1912–1968), deutscher SS-Standartenführer
- Gesell, Arnold (1880–1961), amerikanischer Kinderarzt, Mitbegründer der Entwicklungspsychologie
- Gesell, Carl Eduard (1845–1894), deutscher Orgelbauer
- Gesell, Carl Ludwig (1809–1867), deutscher Orgelbauer in Potsdam
- Gesell, Claudia (* 1977), deutsche Mittelstreckenläuferin
- Gesell, Daniel Cornelius (1822–1889), deutscher Maler und Lithograf
- Gesell, Erika (1940–2013), deutsche Schauspielerin
- Gesell, Karl (1800–1879), deutscher Pädagoge
- Gesell, Michael (1870–1933), österreichischer Politiker (CS), MdL (Burgenland)
- Gesell, Silvio (1862–1930), deutscher Ökonom, Begründer der Freiwirtschaftslehre, Kaufmann, AutorSilvio Gesell (1862–1930)

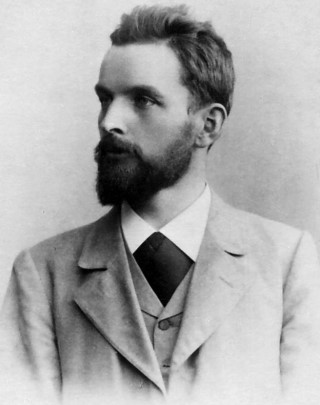
Silvio Gesell (1862–1930)

- Gesell, Stefan (* 1959), deutscher Fotograf und Fotokünstler
- Geselle, Christian (* 1976), deutscher Verwaltungsjurist und Oberbürgermeister von Kassel
- Gesellius, Franz (1840–1900), deutscher Arzt und Journalist
- Gesellius, Wilhelm (1872–1935), deutscher Verleger
- Gesellmann, Hans (1903–1977), österreichischer Politiker (ÖVP), Landtagsabgeordneter im Burgenland
- Geselschap, Eduard (1814–1878), deutsch-niederländischer Maler der Düsseldorfer Schule
- Geselschap, Friedrich (1835–1898), deutscher Historienmaler
- Gesemann, Gerhard (1888–1948), Slawist, Volkskundler, Literaturwissenschaftler und Hochschullehrer
- Gesemann, Heinrich (1886–1939), deutscher Kunstmaler und Mitgründer sowie Vorstand des Künstlerbunds Westmark
- Gesemann, Wolfgang (1925–2014), deutscher Slawist, Balkanologe und Hochschullehrer
- Gesenhues, Jan-Niclas (* 1990), deutscher Politiker (Bündnis 90/Die Grünen)Jan-Niclas Gesenhues (* 1990)

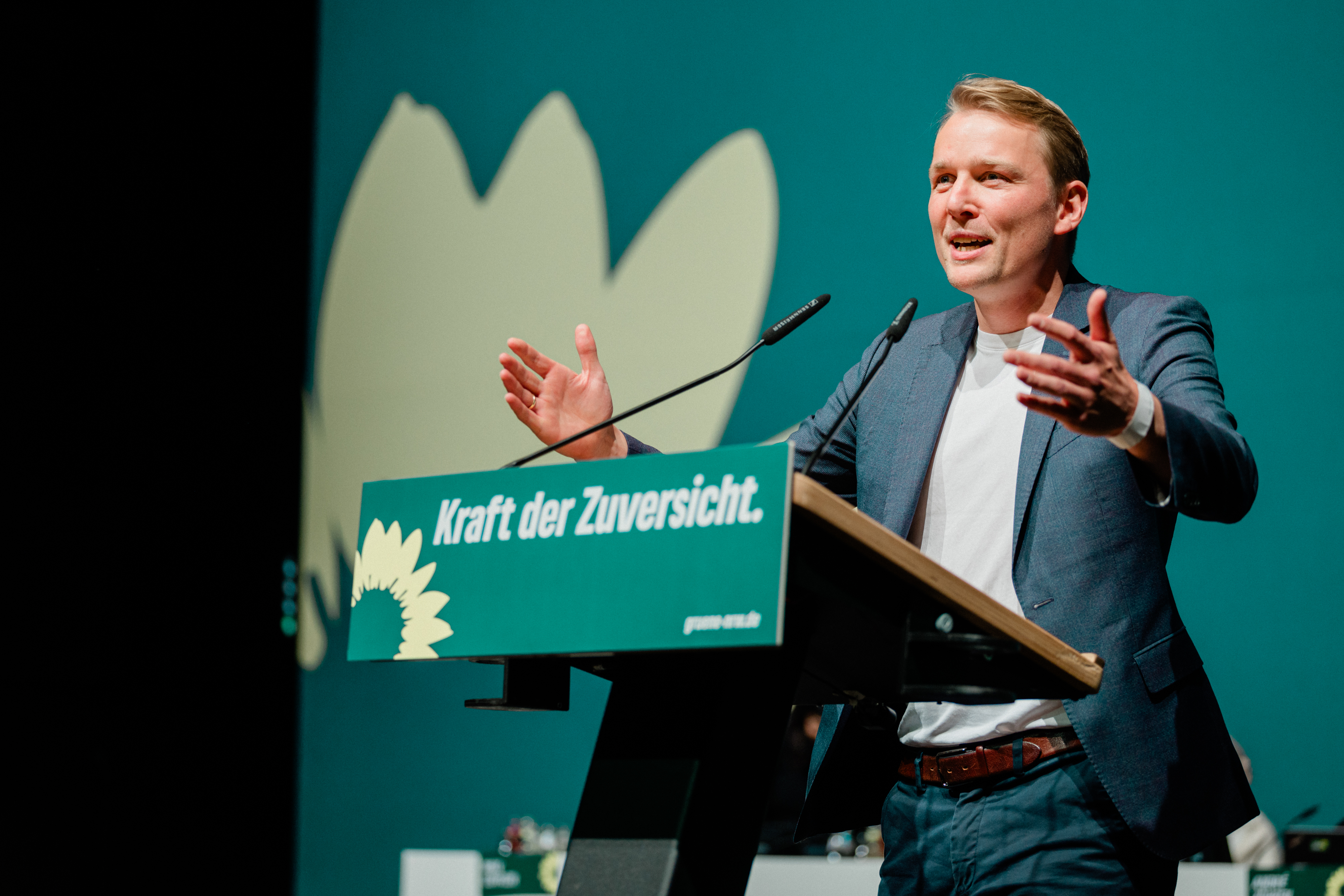
Jan-Niclas Gesenhues (* 1990)

- Gesenhues, Stefan (* 1954), deutscher Allgemeinmediziner und Hochschullehrer
- Gesenius, Franz (1822–1903), deutscher Richter, Stadtältester von Berlin
- Gesenius, Friedrich Wilhelm (1825–1888), deutscher Anglist
- Gesenius, Justus (1601–1673), deutscher lutherischer Theologe und Kirchenlieddichter
- Gesenius, Karl (1746–1829), deutscher Jurist und Sammler
- Gesenius, Wilhelm (1786–1842), deutscher Theologe und Sprachgelehrter
- Geser, Albert (1868–1935), Schweizer Politiker
- Geser, Emmeram (1938–2021), deutscher römisch-katholischer Ordenspriester und Abt
- Geser, Hans (1947–2025), Schweizer Soziologe
- Geser-Rohner, Josy (1881–1961), Schweizer Unternehmerin
- Geserich, Rainer (1942–2020), deutscher Fußballspieler
- Geserich, Stephan (* 1963), deutscher Jurist, Richter am Bundesfinanzhof
- Geserick, Gunther (* 1938), deutscher Rechtsmediziner und Hochschullehrer
- Geserick, Rüdiger (* 1955), deutscher Manager
- Gesesse, Tesfaye (1937–2020), äthiopischer Schauspieler, Regisseur, Schriftsteller, Übersetzer und Theaterintendant
- Gesesse, Tilahun (1940–2009), äthiopischer Sänger

### Gesh
- Geshe Rabten (1920–1986), tibetischer Buddhist
- Geshe Wangyal (1901–1983), kalmückischer buddhistischer Mönch
- Geshkenbein, Vladimir (* 1988), russisch-schweizerischer Pokerspieler

### Gesi
- Gęsicka, Grażyna (1951–2010), polnische Soziologin, Politikerin, Mitglied des Sejm und Ministerin für Regionalentwicklung
- Gęsicki, Marian (* 1953), polnischer Sprinter
- Gesicki, Mike (* 1995), US-amerikanischer American-Football-Spieler
- Gesing, Fritz (* 1945), deutscher Schriftsteller
- Gesing, Hermann (1913–1997), deutscher Künstler und Kunstpädagoge
- Gesing, Josef (1886–1963), deutscher Architekt und kommunaler Baubeamter
- Gesing, Jupp (1922–1998), deutscher Glasmaler und Glaskünstler
- Gesing, Klaus (* 1968), deutscher Jazzmusiker (Sopransaxophon, Bassklarinette)
- Gesink, Robert (* 1986), niederländischer RadrennfahrerRobert Gesink (* 1986)

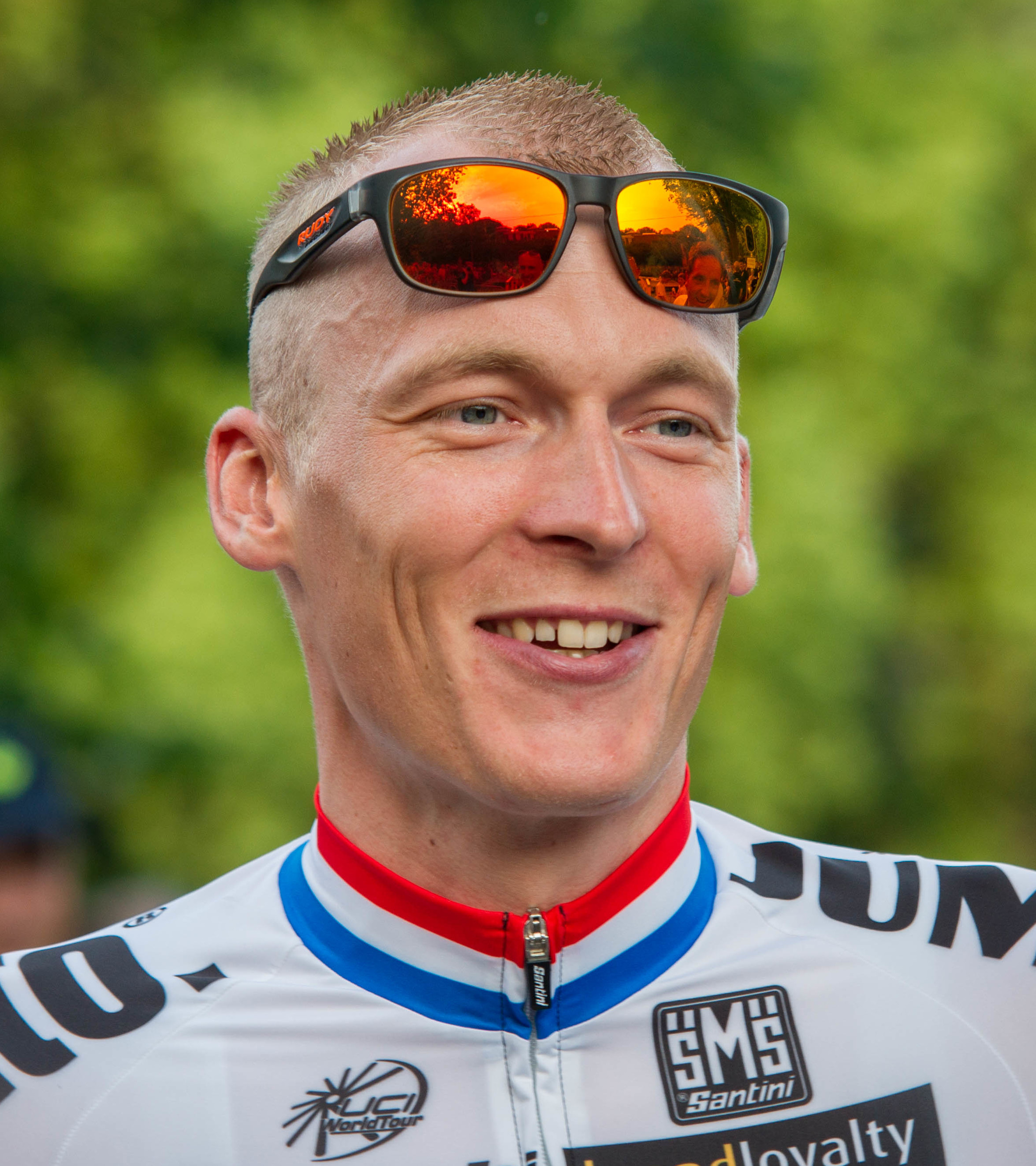
Robert Gesink (* 1986)

- Gęsior, Dariusz (* 1969), polnischer Fußballspieler
- Gesius, Bartholomäus (1562–1613), deutscher Kantor und Komponist
- Gesius, Gottfried (1608–1679), deutscher evangelisch-lutherischer Theologe und Pastor

### Gesk
- Geske, Erich (1887–1954), deutscher Politiker (SPD/SDA), Abgeordneter der Volkskammer
- Geske, Niklas (* 1994), deutscher Basketballspieler
- Geske, Otto-Erich (1931–2020), deutscher Jurist und Staatssekretär
- Gesky, Franz David (1769–1839), deutscher Soldat, Arbeiter, Briefträger, Wächter, Chronist und Gerichtsdiener

### Gesl
- Geslani, Medardo, philippinischer Brigadegeneral
- Gesler, Johann Georg (1734–1789), deutscher Schriftsteller
- Gesler, Lili (* 1980), ungarische Schauspielerin
- Geslin, Anthony (* 1980), französischer Radrennfahrer

### Gesm
- Gesmalla, Morgan (* 1947), sudanesischer Sprinter
- Gesmann-Nuissl, Dagmar (* 1963), deutsche Rechtswissenschaftlerin
- Gesmar, Charles (1900–1928), französischer Plakatkünstler und Kostümbildner

### Gesn
- Gesnenge, Marija (* 1977), bulgarische Tennisspielerin
- Gesner, Abraham (1797–1864), kanadischer Arzt, Chemiker und Geologe
- Gesner, Anna Margaretha († 1654), Opfer der Hexenverfolgung in Wildungen
- Gesner, Johann Augustin Philipp (1738–1801), deutscher Mediziner und Pionier bei der Erforschung der Aphasie
- Gesner, Johann Georg (1729–1779), deutscher Pädagoge und Bibliothekar
- Gesner, Johann Matthias (1691–1761), Pädagoge, klassischer Philologe und BibliothekarJohann Matthias Gesner (1691–1761)

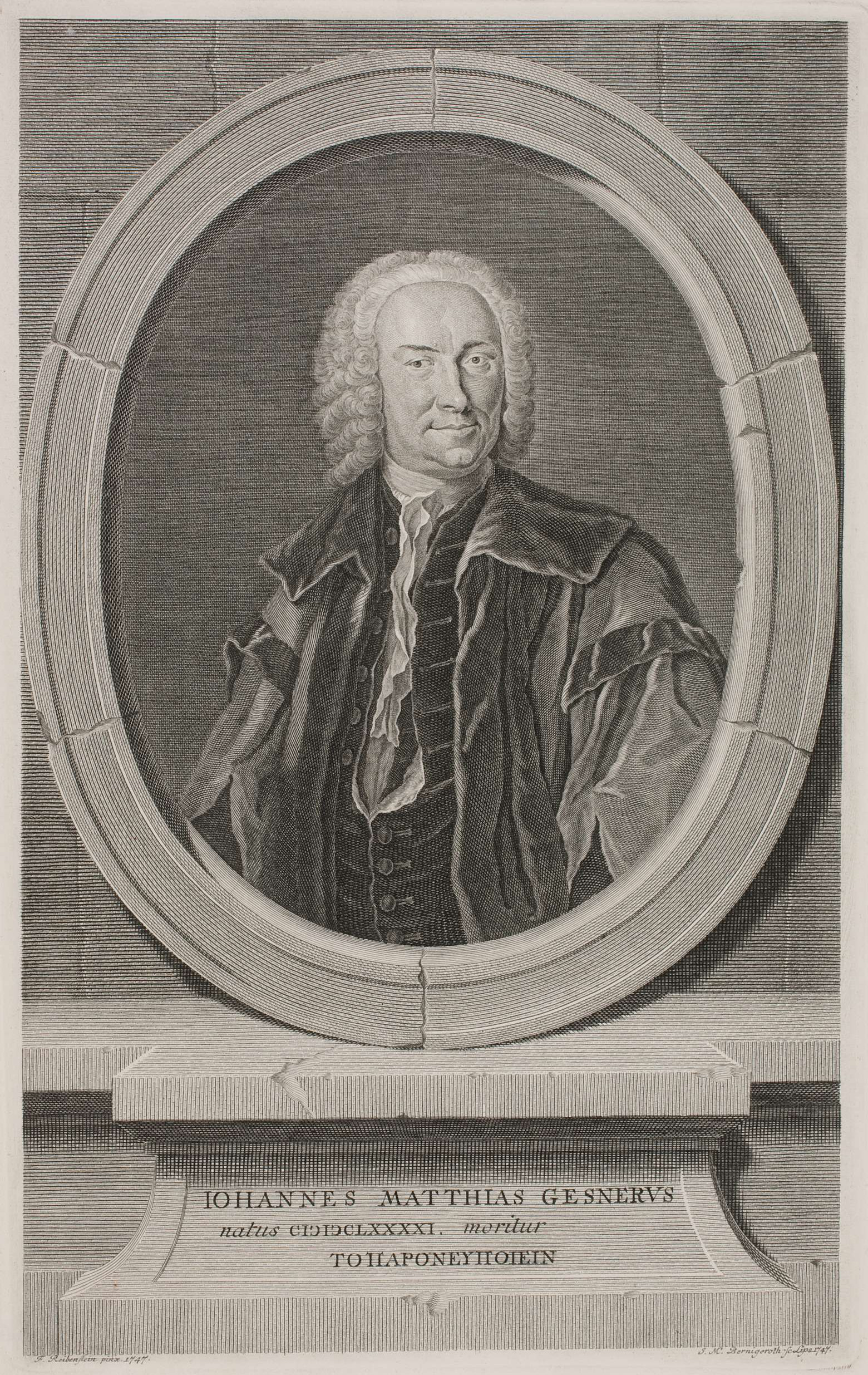
Johann Matthias Gesner (1691–1761)

- Gesner, Salomon (1559–1605), deutscher evangelischer Geistlicher
- Gesner, Zen (* 1970), US-amerikanischer Filmschauspieler

### Gess
- Gess (* 1961), französischer Comiczeichner
- Gess, Benjamin (* 1983), deutscher Mathematiker und Hochschullehrer
- Geß, Felician (1861–1938), deutscher Historiker und Bibliothekar
- Geß, Friedrich Ludwig von (1828–1905), deutscher Politiker (DP), MdR
- Gess, Gottlieb Ludwig Heinrich von (1792–1842), württembergischer Oberamtmann
- Gess, Heinz (* 1945), deutscher Soziologe
- Geß, Jutta (* 1955), deutsche Keramikerin und Kunsthandwerkerin
- Gess, Nicola (* 1973), deutsche Literaturwissenschaftlerin, Germanistin und Hochschullehrerin
- Geß, Wolfgang Friedrich (1819–1891), deutscher systematischer Theologe und Generalsuperintendent
- Gessa, Andrea (* 1980), italienischer Fußballspieler
- Gessa, Cecilia (* 1977), spanische Schauspielerin, Autorin und ehemalige Pornodarstellerin
- Gessel, Leonhard († 1465), deutscher Jurist, Geistlicher, Generalvikar und Domdekan im Bistum Augsburg
- Gessel, Theodor (1898–1993), deutscher Kommunalpolitiker und Unternehmer
- Gessel, Wilhelm (1933–2006), deutscher Patrologe
- Gesselen, Konrad (1409–1469), Hochschullehrer in Rostock
- Gessen (1741–1809), japanischer Maler der der mittleren Edo-Zeit
- Gessen, Masha (* 1967), russisch-US-amerikanische SchriftstellerinMasha Gessen (* 1967)

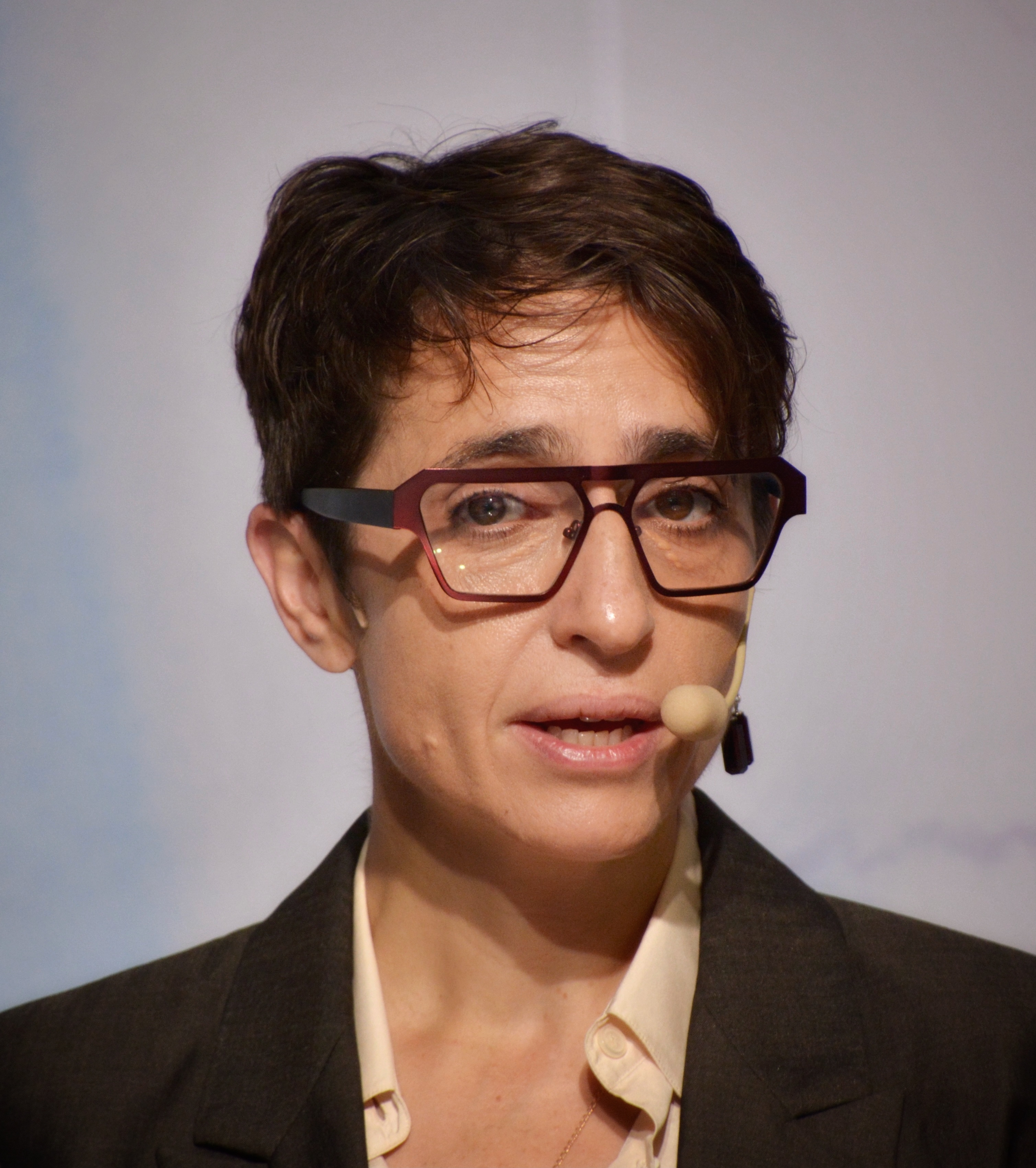
Masha Gessen (* 1967)

- Gessendorf, Mechthild (* 1937), deutsche Opernsängerin (Sopran)
- Gessenharter, Wolfgang (1942–2019), deutscher Politikwissenschaftler
- Gesser, Bella (* 1985), israelische Schachspielerin
- Gesser, Karl Michael (1869–1950), Landtagsabgeordneter Volksstaat Hessen
- Gessert, Armin (1963–2009), deutscher Erfinder und Entwickler von Computerspielen
- Gessert, Philipp, evangelisch-reformierter Prediger im Kollegiatstift zu Bad Grönenbach
- Gesshō (1813–1858), japanischer Geistlicher
- Gessi, Berlinghiero (1563–1639), Bischof von Rimini und Kardinal
- Gessi, Francesco (1588–1649), bologneser Maler des Barock
- Gessi, Romolo (1831–1881), britischer Offizier, Afrikaforscher und Gouverneur im ägyptischen Sudan
- Gessing, Peer (* 1967), deutscher Maler und Künstler
- Gessinger, Julius (1899–1986), deutscher Komponist
- Gessinger, Matthias (1948–2021), deutscher Maler
- Gessinger, Nils (* 1964), deutscher Jazz- und Soulmusiker (Pianist)
- Gessinger, Seff (1915–1988), deutscher Dichter und Komponist
- Gessius Florus, Prokurator von Judäa
- Geßl, Josef (1865–1936), österreichischer Politiker (SdP), Abgeordneter zum Nationalrat
- Gessl, Sebastian (* 1996), österreichischer Fußballspieler
- Gessl-Ranftl, Andrea (* 1964), österreichische Politikerin (SPÖ), Landtagsabgeordnete, Abgeordnete zum Nationalrat
- Gesslbauer, David (* 1991), Filmeditor und Regisseur
- Gesslbauer, Geri (* 1989), österreichischer Motorradrennfahrer
- Gesslbauer, Timo (* 1995), österreichischer Handballspieler
- Gessle, Per (* 1959), schwedischer Musiker und SongschreiberPer Gessle (* 1959)

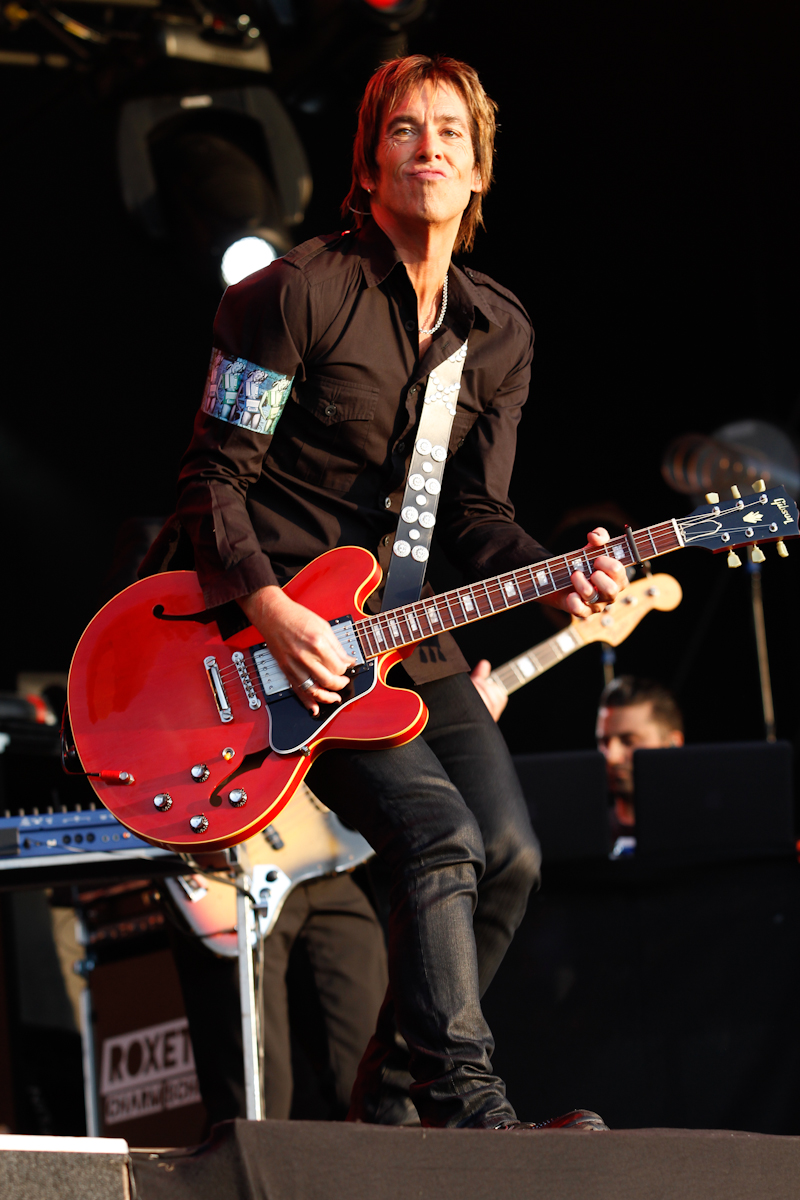
Per Gessle (* 1959)

- Geßler, August (* 1811), deutscher Jurist und Parlamentarier
- Gessler, Cesare (* 1949), Schweizer Agronom
- Geßler, Elias, deutscher Büchsenmacher
- Geßler, Ernst (1905–1986), deutscher Jurist und Honorarprofessor an der Universität Bonn
- Geßler, Ernst von (1818–1884), württembergischer Regierungsrat
- Geßler, Friedrich Karl von (1752–1829), preußischer Gesandter am Sächsischen Hof, Kammerherr, später Geheimer Finanzrat
- Geßler, Friedrich Leopold von (1688–1762), preußischer Generalfeldmarschall und Reitergeneral unter Friedrich II. (Preußen)
- Geßler, Georg Albert (1851–1935), deutscher Jurist
- Gessler, George (1924–2012), Schweizer Maler
- Gessler, Heinz, deutscher Skeletonsportler
- Gessler, Magda (* 1953), polnische Köchin und Restaurantbesitzerin
- Geßler, Otto (1875–1955), deutscher Politiker (DDP), MdR, Reichswehrminister
- Gessler, Philipp (* 1967), deutscher Journalist und Sachbuchautor
- Gessler, Ralf (* 1978), deutscher Jazzmusiker (Schlagzeug)
- Geßler, Tatjana (* 1973), deutsche Fernsehmoderatorin, Fernsehjournalistin und AutorinTatjana Geßler (* 1973)

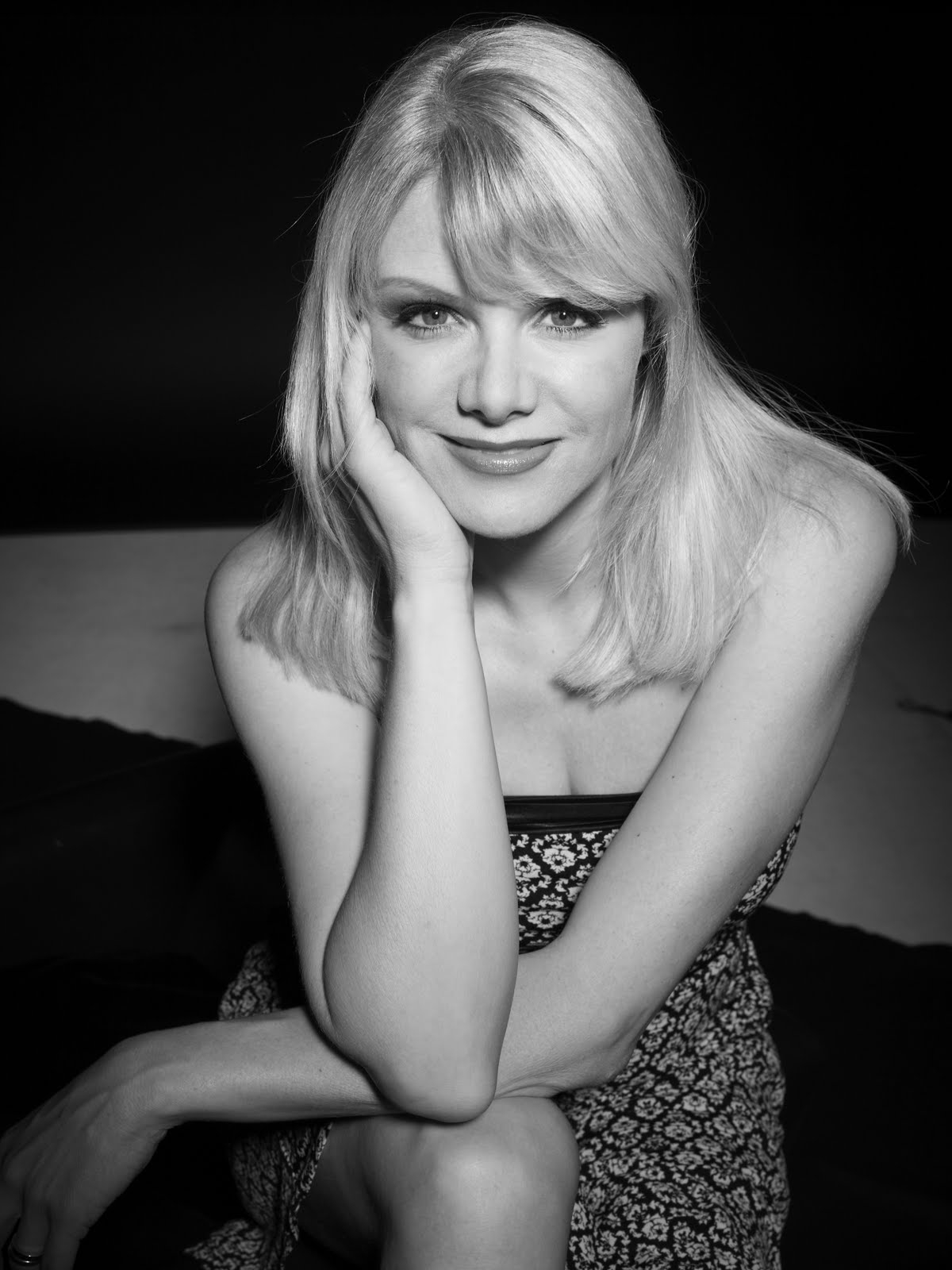
Tatjana Geßler (* 1973)

- Gessler, Theodor von (1824–1886), deutscher Jurist und Politiker
- Gessler, Wilhelm von (1850–1925), württembergischer Beamter und Finanzminister
- Geßmann, Albert (1852–1920), österreichischer Bibliothekar und Politiker (CS), Landtagsabgeordneter
- Geßmann, Andreas (* 1969), römisch-katholischer Geistlicher und ernannter Weihbischof in Essen
- Geßmann, Erich (1909–2008), deutscher Bildhauer und Grafiker
- Gessmann, Hans-Werner (1950–2023), deutscher Psychologe, Begründer des Humanistischen Psychodramas und Hochschullehrer in Russland
- Gessmann, Martin, deutscher Philosoph
- Geßner, Adolf (1864–1903), deutscher Gynäkologe und Hochschullehrer
- Geßner, Adolf (1909–1988), deutscher Kunsthistoriker und Unternehmer
- Gessner, Adrienne (1896–1987), österreichische Schauspielerin
- Gessner, Albert (1868–1953), deutscher Architekt und Hochschullehrer
- Geßner, August (1880–1944), sudetendeutscher Ingenieurwissenschaftler
- Geßner, Bonifaz (1699–1770), Abt des Klosters Bildhausen
- Gessner, Christian (* 1968), deutscher Schwimmer
- Gessner, Conrad (1516–1565), Schweizer Arzt, Naturforscher und AltphilologeConrad Gessner (1516–1565)

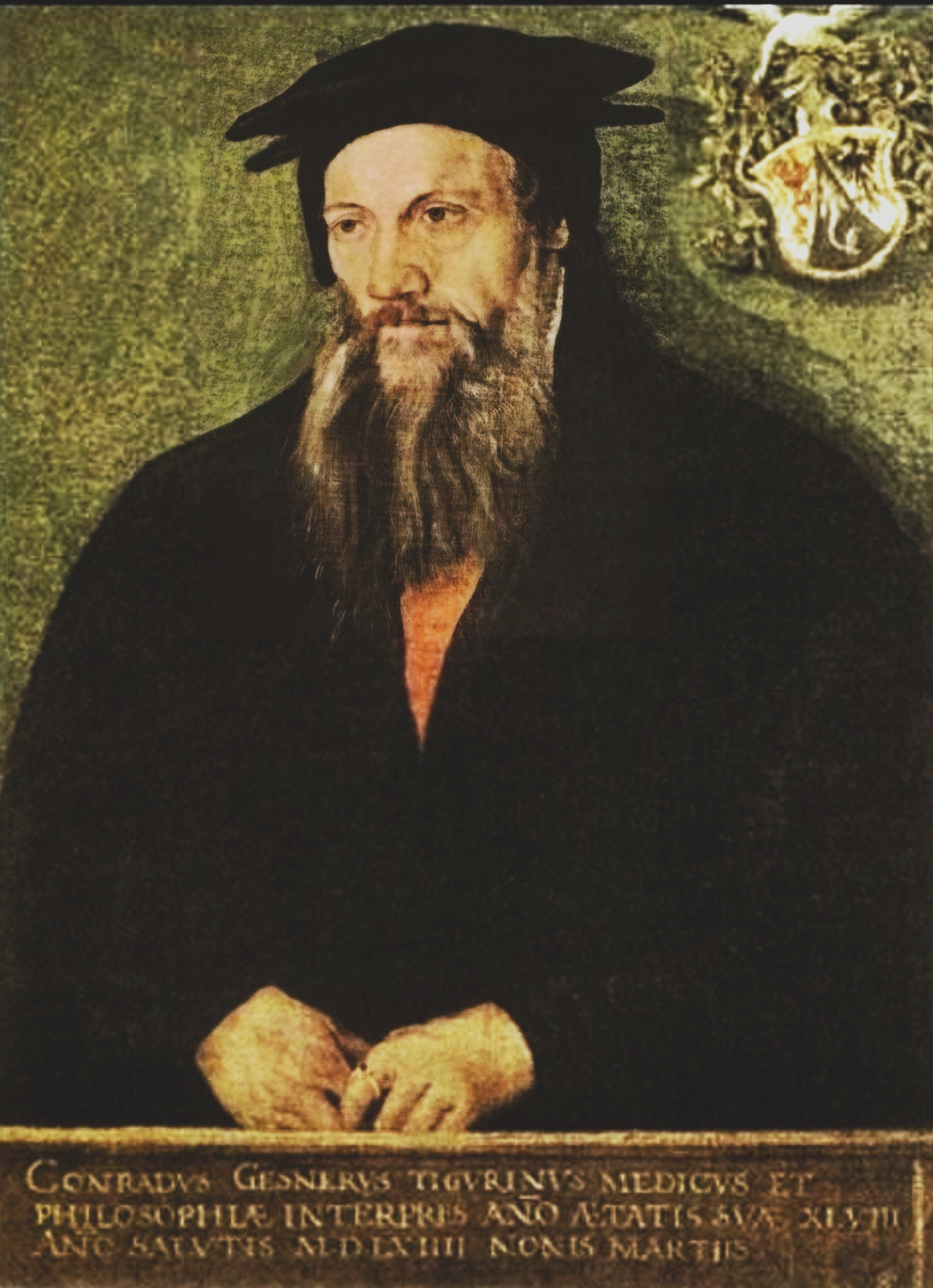
Conrad Gessner (1516–1565)

- Gessner, Dieter (* 1940), deutscher Journalist und Historiker
- Geßner, Ellen (1939–2008), deutsche DJ
- Geßner, Erich Josef (* 1944), bayerischer Politiker (CSU)
- Geßner, Ernst (1826–1897), deutscher Unternehmer (Maschinenbau)
- Gessner, Franz (1879–1975), österreichischer Architekt
- Gessner, Fritz (1905–1972), österreichischer Botaniker
- Gessner, Georg (1765–1843), Schweizer reformierter Theologe und Geistlicher
- Gessner, Hans Jakob (1639–1704), Schweizer evangelischer Geistlicher
- Gessner, Harriet (1929–2012), deutsche Schauspielerin
- Geßner, Herbert (1920–1956), deutscher politischer Hörfunk-Kommentator
- Gessner, Horst (1920–1981), deutscher Betriebsdirektor und Politiker (LDPD), MdV
- Gessner, Hubert (1871–1943), österreichischer Architekt
- Geßner, Jakob (* 1988), deutscher Schauspieler
- Geßner, Jakob (* 2000), deutscher Radrennfahrer
- Geßner, Johann Adam (1755–1807), Bildhauer und Bildstockmeister
- Gessner, Johann Anton Wilhelm (* 1771), deutscher Philosoph
- Gessner, Johannes (1709–1790), Schweizer Naturforscher
- Gessner, Johannes (* 1927), deutscher Mediziner und Fußballspieler
- Gessner, Konrad (1764–1826), Schweizer Maler
- Geßner, Konrad (* 1995), deutscher Radrennfahrer
- Geßner, Ludwig (1886–1958), deutscher Chemiker und Politiker (NSDAP)
- Geßner, Manfred (1931–2016), deutscher Politologe und Politiker (SPD), MdB
- Gessner, Nicolas (1931–2023), Schweizer Filmregisseur
- Geßner, Otto (1895–1968), deutscher Arzt Pharmakologe und Hochschullehrer
- Gessner, Peter (1939–2019), deutscher Wirtschaftsmathematiker
- Gessner, Richard (1894–1989), deutscher Maler und Mitbegründer des Künstlerkreises Das Junge Rheinland
- Geßner, Robert (1889–1973), deutscher Landschaftsmaler und Kunstlehrer
- Gessner, Robert S. (1908–1982), Schweizer Maler, Grafiker und Vertreter der Zürcher Schule der Konkreten
- Gessner, Salomon (1730–1788), Schweizer Idyllendichter, Maler und GrafikerSalomon Gessner (1730–1788)

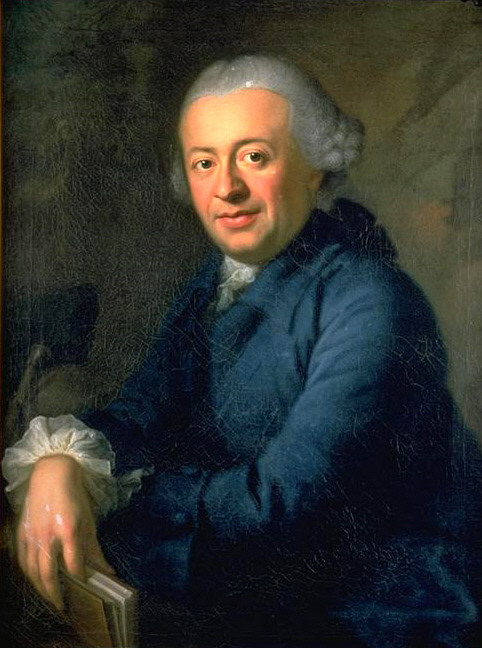
Salomon Gessner (1730–1788)

- Gessner, Tatjana, deutsche Hörspielsprecherin
- Gessner, Theodor (1830–1884), Gymnasialdirektor in Quakenbrück
- Geßner, Thomas (1954–2016), deutscher Physiker
- Gessner, Volkmar (1937–2014), deutscher Rechtssoziologe und Richter
- Gessner-Heidegger, Judith (1736–1818), Ehefrau des Schweizer Idyllendichters, Malers und Grafikers Salomon Gessner und die Mutter des Malers Konrad Gessner und des Verlegers Heinrich Gessner
- Gesswagner, Marianne (* 1977), österreichische Opernsängerin mit der Stimmlage Sopran
- Gesswein, Alfred (1911–1983), österreichischer Lyriker, Hörspielautor und Grafiker
- Gesswein, Richard (* 1939), US-amerikanischer Schauspieler und Filmproduzent

### Gest
- Gest, William H. (1838–1912), US-amerikanischer Politiker
- Gestas, mit Jesus gekreuzigter RäuberGestas

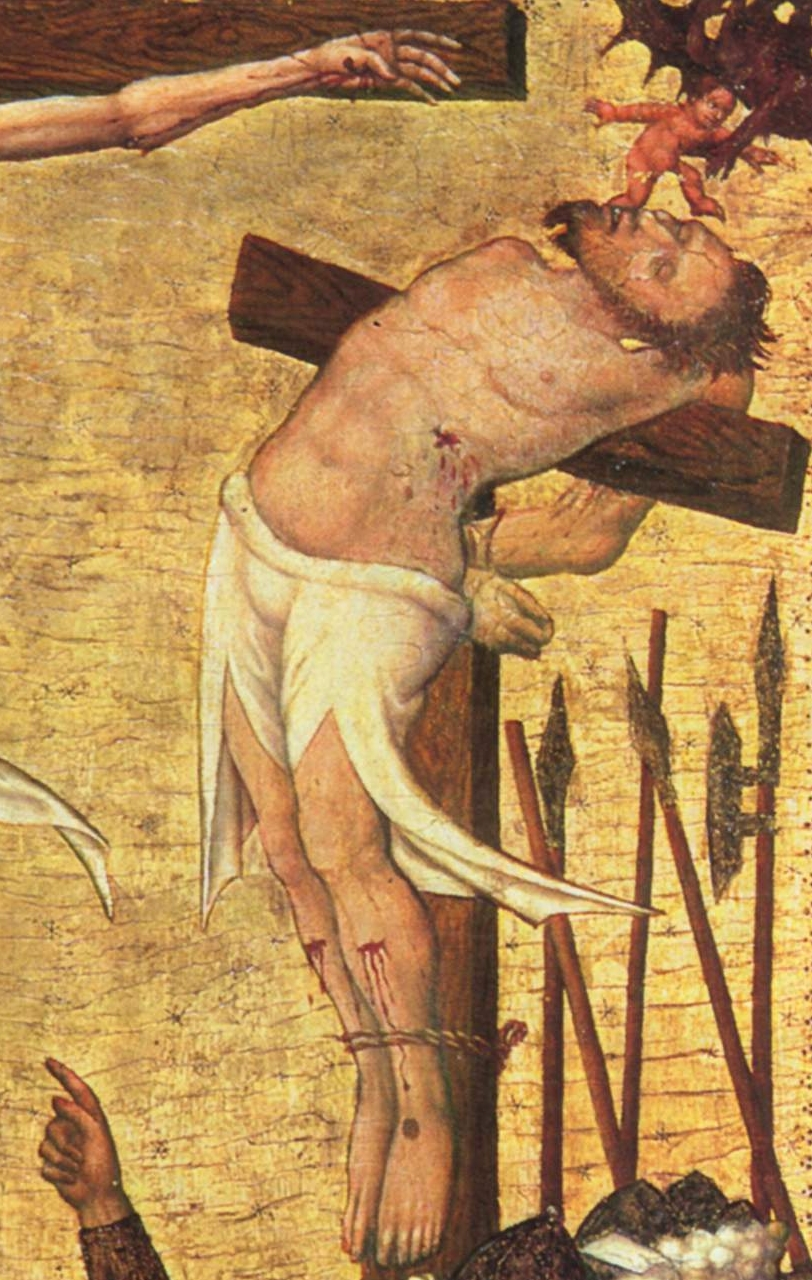
Gestas

- Gestblom, Linn (* 1994), schwedische Biathletin
- Gestede, Rudy (* 1988), beninisch-französischer Fußballspieler
- Gestefeld, Rolf (* 1949), deutscher Verwaltungsrichter
- Gestel, Boet van (* 1995), niederländischer Eishockeyspieler
- Gestel, Dimmen (1862–1945), niederländischer Lithograf und Maler
- Gestel, Leo (1881–1941), niederländischer Maler, Grafiker, Keramiker
- Gestel, Peter van (1937–2019), niederländischer Schriftsteller
- Gestel, Sophie van (* 1991), niederländische Beachvolleyballspielerin
- Gestel, Tiest van (1881–1969), niederländischer Bogenschütze
- Gestel, Willem (1853–1952), niederländischer Maler
- Gester, Kurt (1914–1997), deutscher Opernsänger (Bariton)
- Gesterding, Carl (1774–1843), deutscher Jurist, Historiker und Bürgermeister von Greifswald
- Gesterding, Christoph Gottfried Nicolaus (1740–1802), deutscher Jurist und Historiker
- Gesterding, Franz (1781–1841), deutscher Rechtswissenschaftler und Hochschullehrer
- Gesterding, Johann Matthias (1691–1763), deutscher Jurist und Bürgermeister von Greifswald
- Gesterding, Konrad (1848–1917), deutscher Richter und Verwaltungsjurist in der Provinz Pommern
- Gestering, Arthur (1874–1959), Bezirksamtsvorstand in Ansbach
- Gesterkamp, Harald (* 1962), deutscher Schriftsteller und Journalist
- Gesterkamp, Thomas (* 1957), deutscher Sozial- und Politikwissenschaftler, Journalist und Autor
- Gestermann, Louise (* 1957), deutsche Ägyptologin
- Gestern, Hélène (* 1971), französische Schriftstellerin und Literaturdozentin
- Gestetner, David (1854–1939), ungarischer Erfinder der Vervielfältigungsmaschine
- Gestewitz, Friedrich Christoph (1753–1805), Komponist und Kapellmeister
- Gestewitz, Hans Rudolf (1921–1998), deutscher HNO-Arzt und Militärmediziner
- Gesthuisen, Birger (1952–2015), deutscher Journalist und Musikproduzent
- Gesthuysen, Anne (* 1969), deutsche Journalistin und ModeratorinAnne Gesthuysen (* 1969)

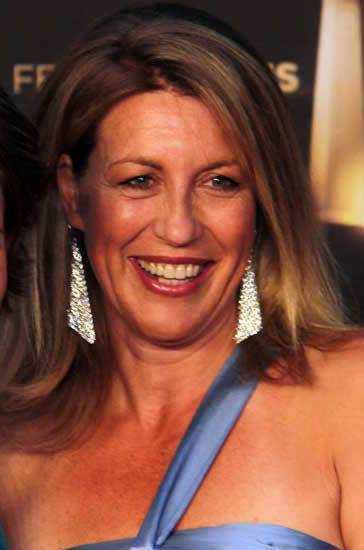
Anne Gesthuysen (* 1969)

- Gestido, Álvaro (1907–1957), uruguayischer Fußballspieler
- Gestido, Óscar Diego (1901–1967), uruguayischer Politiker und Präsident
- Gestier, Markus (* 1962), deutscher Politiker (CDU), MdL
- Gestin, Nicolas (* 2000), französischer Kanute
- Geston, Mark S. (* 1946), amerikanischer Science-Fiction-Autor
- Gestori, Gervasio (1936–2023), italienischer Geistlicher und römisch-katholischer Bischof von San Benedetto del Tronto-Ripatransone-Montalto
- Gestranius, Mattias (* 1978), finnischer Fußballschiedsrichter
- Gestraud, Jacques (* 1939), französischer Radrennfahrer
- Gestri, Eugenio (1905–1944), italienischer Radrennfahrer
- Gestri, Mario (1924–1953), italienischer Radrennfahrer
- Gestrich, Andreas (* 1952), deutscher Historiker
- Gestrich, Christof (1940–2018), deutscher evangelischer systematischer Theologe
- Gestrich, Hans (1895–1943), deutscher Ökonom
- Gestrich, Helmut (1931–2009), deutscher Lokalpolitiker
- Gestring, Marjorie (1922–1992), US-amerikanische Wasserspringerin
- Gestro, Raffaello (1845–1936), italienischer Entomologe
- Gestur Pálsson (1852–1891), isländischer Schriftsteller und Journalist
- Gestwa, Klaus (* 1963), deutscher Historiker
- Gęstwicki, Brunon (1882–1969), deutscher und polnischer Maler

### Gesu
- Gesualdo, Alfonso (1540–1603), Kardinal der katholischen Kirche
- Gesualdo, Carlo (1566–1613), italienischer Fürst und KomponistCarlo Gesualdo (1566–1613)

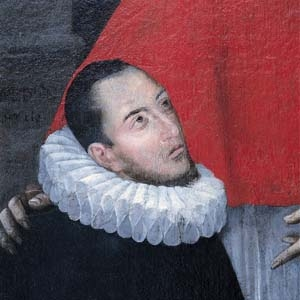
Carlo Gesualdo (1566–1613)

### Gesv
- Gesvres, Léon Potier de (1656–1744), französischer Prälat, Erzbischof von Bourges, Kardinal

### Gesz
- Geszler Garzuly, Mária (* 1941), ungarische Keramikkünstlerin
- Geszler, György (1913–1998), ungarischer Pianist und Komponist
- Gesztesy, Fritz (* 1953), österreichischer Mathematiker
- Geszthy, Veronika (* 1977), ungarische Opern- und Operettensängerin
- Geszty, Sylvia (1934–2018), ungarisch-deutsche Opernsängerin (Koloratursopran)